# Хенераль-Кануто-Нери
Хенераль-Кануто-Нери (исп. General Canuto A. Neri) — муниципалитет в Мексике, штат Герреро, с административным центром в городе Акапетлауая. Численность населения, по данным переписи 2010 года, составила 6301 человек.

## Общие сведения
Название General Canuto A. Neri было дано муниципалитету в честь генерала Кануто Нери, боровшегося против Порфириаты.
Площадь муниципалитета равна 260 км², что составляет 0,41 % от площади штата. Он граничит с другими муниципалитетами Герреро: на востоке с Телолоапаном, на юго-западе с Арселией, а на северо-западе с другим штатом — Мехико.

## Учреждение и состав
Муниципалитет был образован 24 января 1954 года, в его состав входит 58 населённых пунктов, самые крупные из которых:
| Код INEGI | Населённый пункт                                          | Численность населения (2005 год) | Численность населения (2010 год) |
| 031       | Всего                                                     | 6394                             | 6301                             |
| 0001      | Акапетлауая (исп. Acapetlahuaya) (административный центр) | 1515                             | 1618                             |
| 0021      | Лидисе (исп. Lídice)                                      | 770                              | 767                              |
| 0020      | Истепек-де-Сан-Симон (исп. Ixtepec de San Simón)          | 531                              | 513                              |
| 0014      | Лос-Энсинос (исп. Los Encinos)                            | 291                              | 255                              |
| 0031      | Тьянкисолько (исп. Tianquizolco)                          | 230                              | 242                              |
| 0004      | Эль-Кантон (исп. El Cantón)                               | 212                              | 220                              |

## Экономическая деятельность
По статистическим данным 2000 года, работоспособное население занято по секторам экономики в следующих пропорциях: сельское хозяйство, скотоводство и рыбная ловля — 56 %, промышленность и строительство — 18,2 %, сфера обслуживания и туризма — 24,4 %.

## Инфраструктура
По статистическим данным 2010 года, инфраструктура развита следующим образом:
- электрификация: 94,7 %;
- водоснабжение: 31,5 %;
- водоотведение: 66,3 %.

## Туризм
Основные достопримечательности:
- часовня „San José“, в муниципальном центре;
- ремесленные мастерские, с изделиями из глины, металлов, украшенных драгоценными камнями.